# Mannapur, Sindgi
Mannapur là một làng thuộc tehsil Sindgi, huyện Bijapur, bang Karnataka, Ấn Độ.